# Franchement bizarre
Franchement bizarre (Seriously Weird) est une série télévisée canadienne en 26 épisodes de 26 minutes créée par Kirstie Falkous et diffusée entre le 7 septembre 2002 et 2003 sur YTV. Elle a aussi été diffusée au Royaume-Uni sur ITV.
En France, la série a été diffusée à partir du 1er janvier 2003 sur France 2 dans l'émission pour la jeunesse KD2A et sur Canal J dans Frisson J entre 2003 et 2004. Au Québec, elle a été diffusée à partir du 31 août 2003 sur VRAK.TV.

## Synopsis
Le très britannique Harris Pembleton et ses deux amis Fenella Day et Hugo Short sont des lycéens de New York ; ces derniers aident Harris à lutter contre les forces de l'étrange qui ne cessent de s'abattre sur lui, ce qui les amène à vivre des journées peu ordinaires.

## Distribution
- Ryan Cartwright (VQ : Martin Watier) : Harris Pembleton
- Lucinda Davis (en) (VQ : Marika Lhoumeau) : Fenella Day
- Ricky Mabe (pl) (VQ : Hugolin Chevrette) : Hugo Short

 Source et légende : version québécoise (VQ) sur Doublage.qc.ca

## Épisodes

### Première saison (2002)
1. La Malédiction (When Gods Get Angry)
2. Titre français inconnu (When Harris Stopped Breathing)
3. Titre français inconnu (When Yoghurt Attacks)
4. Titre français inconnu (When Eggs Go Bad)
5. Les Fées se fâchent (When Fairies Get Mad)
6. L'Insomnie de Harris (When Harris Stopped Sleeping)
7. Les Gnomes (Gnome Sweet Gnome)
8. Ah, l'amour (Tug of Love)
9. Le Chien démon (Demon Dog)
10. La Compétition When Harris Beat the Weird)
11. Rébellion des clones (When Clones Go Bad)
12. L'Empereur (Space Ponies)
13. Titre français inconnu (Season Finale)

### Deuxième saison
1. Titre français inconnu (When Pyramids Were Square)
2. La Marionnette (Puppet Master)
3. Le Repenti (Weird Brothers)
4. Tricherie (The Cheat)
5. Coup de foudre (Golem My Dreams)
6. Harris et les fantômes (When Harris Made a Boo Boo)
7. Titre français inconnu (When Harris Met the Hole)
8. L'Expérience (When Charms Cause Harm)
9. Les Boutons de Harris (Harris and the Mermaid)
10. La Célébrité (When Harris Bugged Out)
11. En piste, Harris ! (When Harris Got His Groove Back)
12. Titre français inconnu (Ghost Train)
13. Titre français inconnu (When Harris Broke Out)